# Kenttäniemi (ö, lat 66,96, long 27,53)
Kenttäniemi är en ö i Finland. Den ligger i vattendraget Kitinen och i kommunen Kemijärvi i den ekonomiska regionen  Östra Lapplands ekonomiska region  och landskapet Lappland, i den norra delen av landet, 800 km norr om huvudstaden Helsingfors. Öns area är 4,2 hektar och dess största längd är 390 meter i öst-västlig riktning.